# Yèvres
Pour les articles homonymes, voir Yèvres (homonymie).
Yèvres est une commune française située dans le département d'Eure-et-Loir en région Centre-Val de Loire.

## Géographie

### Situation
Yèvres est situé au sud-ouest du département d'Eure-et-Loir dans l'arrondissement de Châteaudun et dans le canton de Brou. Les grandes villes les plus proches sont Chartres, à 39 kilomètres au nord-est, Nogent-le-Rotrou à 31 kilomètres à l'ouest et Châteaudun à 22 kilomètres au sud.
Yèvres présente les caractéristiques de la Beauce et du Perche : des étendues cultivées au nord et un aménagement plus bocagé au sud. En effet, elle est positionnée entre ces deux régions. La commune s'étend en outre sur 4 175 hectares, ce qui en fait la deuxième au point de vue superficie.

Situation géographique
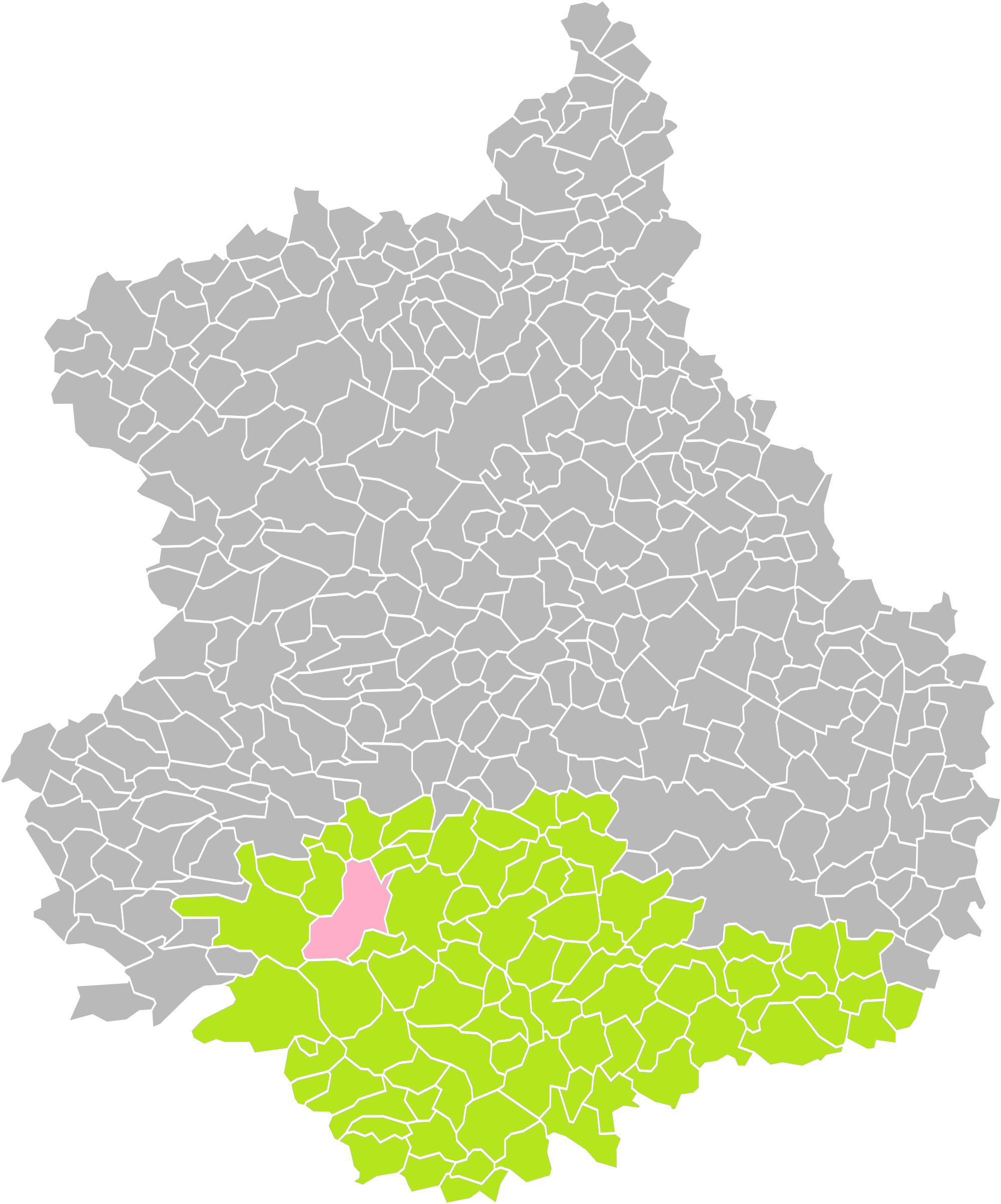
Yèvres dans son arrondissement.
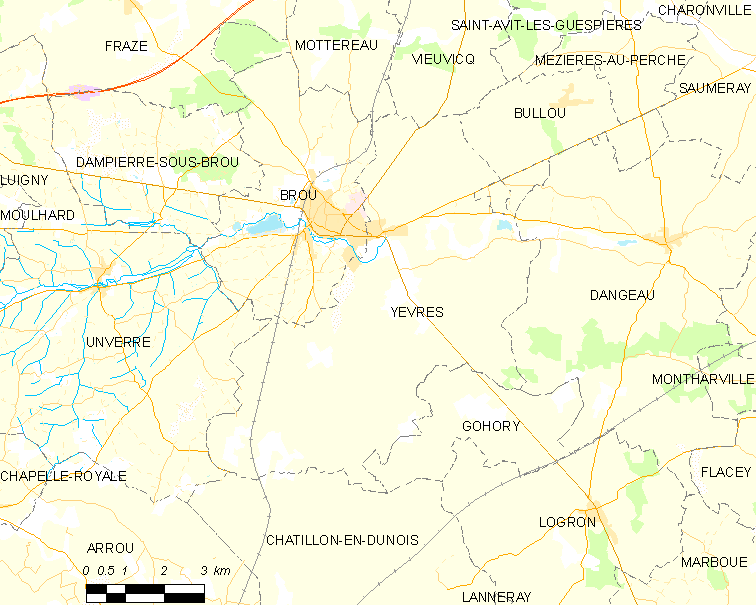
Carte de la commune d'Yèvres.

### Communes limitrophes
| Brou    | Mottereau, Vieuvicq | Bullou  |
| Unverre | Yèvres              | Dangeau |
| Arrou   | Châtillon-en-Dunois | Gohory  |

### Hydrographie
La commune est traversée par l'Ozanne, affluent droit du Loir, et donc un sous-affluent de la Loire, par la Sarthe et la Maine.

### Climat
Pour des articles plus généraux, voir Climat du Centre-Val de Loire et Climat d'Eure-et-Loir.
En 2010, le climat de la commune est de type climat océanique dégradé des plaines du Centre et du Nord, selon une étude du CNRS s'appuyant sur une série de données couvrant la période 1971-2000. En 2020, Météo-France publie une typologie des climats de la France métropolitaine dans laquelle la commune est exposée à un climat océanique altéré et est dans la région climatique  Moyenne vallée de la Loire, caractérisée par une bonne insolation (1 850 h/an) et un été peu pluvieux. 
Pour la période 1971-2000, la température annuelle moyenne est de 10,7 °C, avec une amplitude thermique annuelle de 14,7 °C. Le cumul annuel moyen de précipitations est de 662 mm, avec 11,2 jours de précipitations en janvier et 7,5 jours en juillet. Pour la période 1991-2020, la température moyenne annuelle observée sur la station météorologique de Météo-France la plus proche, sur la commune de Blandainville à 13 km à vol d'oiseau, est de 11,2 °C et le cumul annuel moyen de précipitations est de 626,2 mm,. Pour l'avenir, les paramètres climatiques de la commune estimés pour 2050 selon différents scénarios d'émission de gaz à effet de serre sont consultables sur un site dédié publié par Météo-France en novembre 2022.

## Urbanisme

### Typologie
Au 1er janvier 2024, Yèvres est catégorisée bourg rural, selon la nouvelle grille communale de densité à 7 niveaux définie par l'Insee en 2022.
Elle appartient à l'unité urbaine de Brou, une agglomération intra-départementale dont elle est une commune de la banlieue,. Par ailleurs la commune fait partie de l'aire d'attraction de Brou, dont elle est une commune de la couronne,. Cette aire, qui regroupe 7 communes, est catégorisée dans les aires de moins de 50 000 habitants,.

### Occupation des sols
L'occupation des sols de la commune, telle qu'elle ressort de la base de données européenne d’occupation biophysique des sols Corine Land Cover (CLC), est marquée par l'importance des territoires agricoles (97,1 % en 2018), en diminution par rapport à 1990 (98,8 %). La répartition détaillée en 2018 est la suivante : 
terres arables (90,7 %), prairies (4 %), zones urbanisées (2,5 %), zones agricoles hétérogènes (2,5 %), forêts (0,4 %). L'évolution de l’occupation des sols de la commune et de ses infrastructures peut être observée sur les différentes représentations cartographiques du territoire : la carte de Cassini (XVIIIe siècle), la carte d'état-major (1820-1866) et les cartes ou photos aériennes de l'IGN pour la période actuelle (1950 à aujourd'hui).

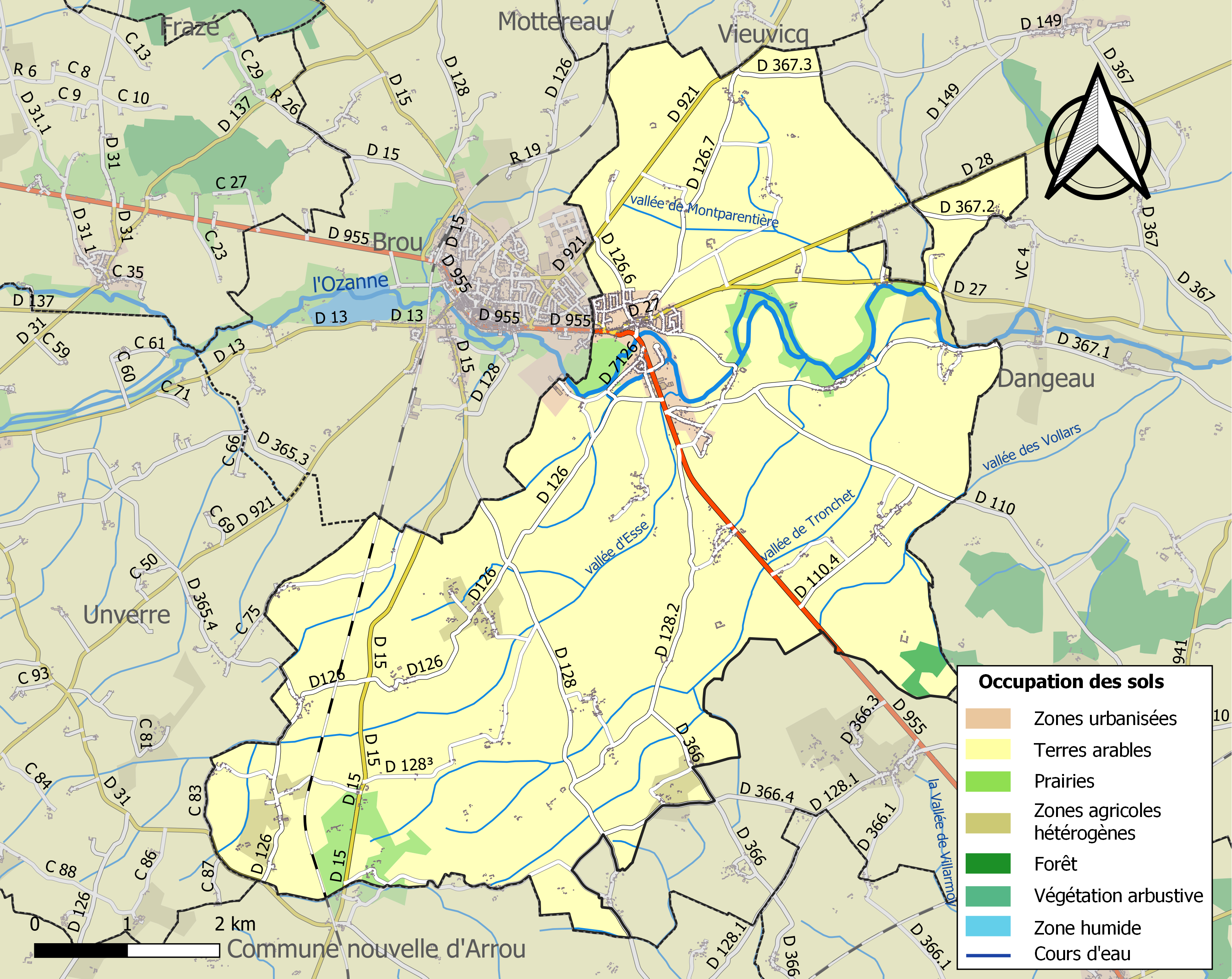
Carte des infrastructures et de l'occupation des sols de la commune en 2018 (CLC).

### Risques majeurs
Le territoire de la commune d'Yèvres est vulnérable à différents aléas naturels : météorologiques (tempête, orage, neige, grand froid, canicule ou sécheresse), inondations, mouvements de terrains et séisme (sismicité très faible). Il est également exposé à un risque technologique, le transport de matières dangereuses. Un site publié par le BRGM permet d'évaluer simplement et rapidement les risques d'un bien localisé soit par son adresse soit par le numéro de sa parcelle.

#### Risques naturels
Certaines parties du territoire communal sont susceptibles d’être affectées par le risque d’inondation par débordement de cours d'eau et par ruissellement et coulée de boue, notamment l'Ozanne. La commune a été reconnue en état de catastrophe naturelle au titre des dommages causés par les inondations et coulées de boue survenues en 1999, 2018 et 2021,.

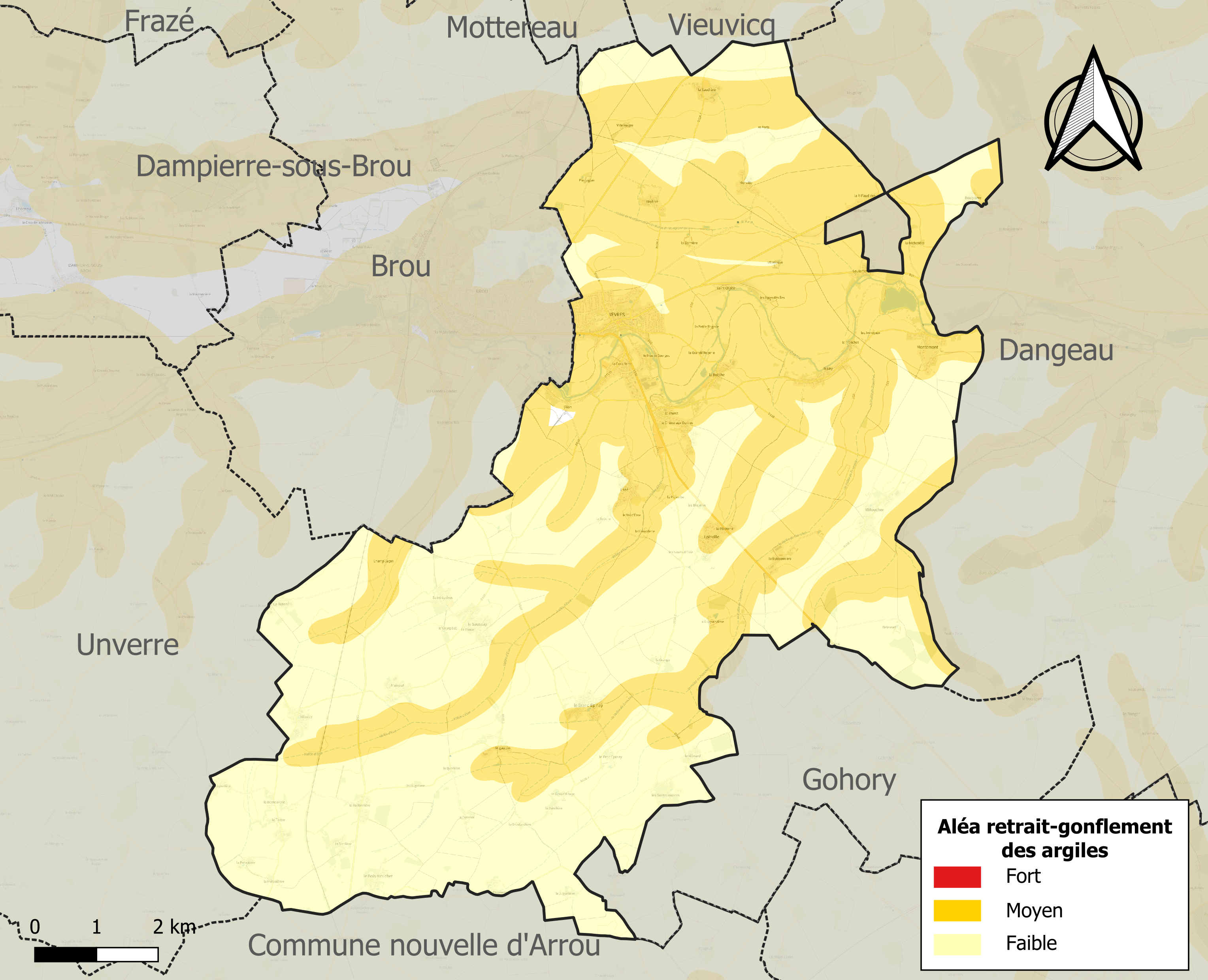
Carte des zones d'aléa retrait-gonflement des sols argileux d'Yèvres.

La commune est vulnérable au risque de mouvements de terrains constitué principalement du retrait-gonflement des sols argileux. Cet aléa est susceptible d'engendrer des dommages importants aux bâtiments en cas d’alternance de périodes de sécheresse et de pluie. 49,3 % de la superficie communale est en aléa moyen ou fort (52,8 % au niveau départemental et 48,5 % au niveau national). Sur les 932 bâtiments dénombrés sur la commune en 2019, 695 sont en aléa moyen ou fort, soit 75 %, à comparer aux 70 % au niveau départemental et 54 % au niveau national. Une cartographie de l'exposition du territoire national au retrait gonflement des sols argileux est disponible sur le site du BRGM,.
Concernant les mouvements de terrains, la commune a été reconnue en état de catastrophe naturelle au titre des dommages causés par la sécheresse en 2009 et par des mouvements de terrain en 1999.

#### Risques technologiques
Le risque de transport de matières dangereuses sur la commune est lié à sa traversée par des infrastructures routières ou ferroviaires importantes ou la présence d'une canalisation de transport d'hydrocarbures. Un accident se produisant sur de telles infrastructures est en effet susceptible d’avoir des effets graves au bâti ou aux personnes jusqu’à 350 m, selon la nature du matériau transporté. Des dispositions d’urbanisme peuvent être préconisées en conséquence.

## Toponymie
Le nom de la localité est attesté sous les formes Eura ou Evra vers 1115, Evora en 1192, Levre en 1489.
Du pré-celtique *av(a)ra traité comme *ev(e)ra qui a dû désigner d'abord l'Ozanne.
Le mot celtique ev, qui signifie "eau", est à l'origine du nom de la commune d'Yèvres.

Le mot ev se transformera au cours des siècles et des habitudes en "EVERA" puis "HYEVRES" ou "YEUVRE" pour donner le nom de "YEVRES".

## Histoire

### Guerre franco-allemande de 1870
La candidature d'un Hohenzollern au trône d'Espagne (un cousin de Guillaume Ier, roi de Prusse) provoque en juillet 1870 un conflit avec la France. La dépêche d'Ems (13 juillet 1870), revue et corrigée par Bismarck, déclenche l'indignation des Français et le 19 juillet, Napoléon III déclare la guerre à la Prusse.
Les premières traces écrites de cette guerre dans les registres de Yèvres concerne une souscription pour l'Armée française. Dès le début des hostilités, 320 souscripteurs de la commune récoltent une somme totale de 488,15 francs pour l'effort de guerre (à l'époque, le salaire annuel d'un instituteur était de 500 F).
Sous le Second empire, l'armée est formée par le contingent recruté par tirage au sort. Elle est doublée par la Garde nationale mobile qui recrute les "bons numéros" et les remplacés qui effectuent 15 jours d'exercices par an jusqu'à l'âge de 25 ans. Un mauvais numéro peut payer un remplaçant pour effectuer le service militaire à sa place.
Les registres de Yèvres font état des corps militaires composés dans la commune :
- une première compagnie de 191 hommes ;
- une deuxième compagnie de 165 hommes ;
- un corps de 21 sapeurs-pompiers ;
- une réserve de 151 hommes de plus de 65 ans ;
- deux citoyens dispensés de service : les instituteurs Motte et Poulain ;
- 32 personnes réformées pour raison de santé.

Les archives signalent deux soldats d'Yèvres morts pour la France :
- François-Lubin Poulain, né à Yèvres le 19/09/1849 ;
- Auguste Thibault, né à Yèvres le 09/06/1848.

De violents et âpres combats eurent lieu dans les alentours de la localité. Ainsi les armées prussiennes et française s'affrontèrent notamment à Châteaudun, le 18 octobre 1870, et à Loigny, le 2 décembre 1870.

### Seconde guerre mondiale de 1939-1945
Peu avant la Seconde Guerre mondiale, entre le 29 janvier 1939 et le 8 février, plus de 2 000 réfugiés espagnols fuyant l'effondrement de la république espagnole devant les troupes de Franco, arrivent en Eure-et-Loir. Devant l'insuffisance des structures d'accueil (le camp de Lucé et la prison de Châteaudun rouverte pour l’occasion), 53 villages sont mis à contribution, dont Yèvres. Les réfugiés, essentiellement des femmes et des enfants (les hommes sont désarmés et retenus dans le Sud de la France), sont soumis à une quarantaine stricte, vaccinés, le courrier est limité, le ravitaillement, s'il est peu varié et cuisiné à la française, est cependant assuré. Une partie des réfugiés rentrent en Espagne, incités par le gouvernement français qui facilite les conditions du retour, mais en décembre, 922 ont préféré rester et sont rassemblés à Dreux et Lucé.
Dans la nuit du 28 au 29 juillet 1944, le bombardier de la Royal Air Force (Avro Lancaster NE 148, désigné AA-H et surnommé « Howzat ») se dirige vers Stuttgart, en Allemagne, pour une opération de bombardement sur les usines Daimler-Benz et Bosch qui fabriquaient les bombes volantes V-1. Avec, environ, 500 autres bombardiers il est parti de la base de Mépal (Comté de Cambridge) en Grande –Bretagne.
Arrivés aux environs d’Orléans, avant de bifurquer sur la gauche pour rejoindre l’Allemagne, ils sont attaqués par des avions ennemis. En réalité, c’est près de Châteaudun que Howzat est touché. Le pilote, le Lieutenant Noël Stokes, tente de rebrousser chemin, mais l’avion chargé de bombes devient de plus en plus difficile à contrôler. Pour reprendre de l’altitude il donne l’ordre de larguer les cinq tonnes de bombes. Cependant, un incendie se déclare à bord et la situation est de plus en plus difficile à maitriser. L’avion devient incontrôlable et part dans tous les sens…
Soudain, un village devant lui : le bourg d’Yèvres. Le lieutenant Noël Stokes sait que son mitrailleur, le Sergent Norman Wilding est mort dans sa tourelle arrière durant l’attaque ennemie. Alors, il donne l’ordre à son équipage de quitter l’appareil en sautant en parachute. Il est 22 h 20. Il reste aux commandes de son avion et, tant bien que mal, il le dirige vers une zone non habitée et s’écrase près du hameau du Ménard.
Les restes des deux aviateurs sont rassemblés par les habitants des hameaux proches du crash. L’occupant refuse qu’ils soient enterrés dans le cimetière d’Yèvres. Cependant, le maire, M. Emile Delavallée, accompagné de MM. Maurice Noël, Cyprien Chaboche et quelques autres rendirent hommage aux victimes en les enterrant dans un cercueil et, quelques nuits plus tard, en les inhumant définitivement dans le cimetière communal.
Yèvres fût libéré le 11 août 1944 et le dimanche 10 septembre, en présence de 2 500 personnes, les honneurs militaires furent rendus à ces deux héros. Aujourd'hui une cérémonie annuelle commémore la mémoire de ces deux aviateurs,,.

## Politique et administration

### Liste des maires
| Période                                  | Période  | Identité          | Étiquette | Qualité                                          |
| ---------------------------------------- | -------- | ----------------- | --------- | ------------------------------------------------ |
| Les données manquantes sont à compléter. |          |                   |           |                                                  |
| 2001                                     | 2014     | Dominique Dousset | DVG       | Conseiller général du canton de Brou (1998-2015) |
| mars 2014                                | En cours | Bruno Perry,      |           | Cadre administratif et commercial d'entreprise   |

### Conseil municipal
Le conseil municipal est composé du maire, de trois adjoints et de quinze conseillers municipaux.

### Tendances politiques et résultats

#### Élections législatives de 2007
Les résultats pour la commune de Yèvres sont :
| Philippe Vigier (Nouveau Centre)                             | 58,39 % |
| ------------------------------------------------------------ | ------- |
| Serge Fauve (PS)                                             | 21,9 %  |
| Marie-France Garcette (FN)                                   | 4,47 %  |
| Jessica Guillet-Briand (Chasse, pêche, nature et traditions) | 2,94 %  |
| Dominique Garcia (PCF)                                       | 2,72 %  |
| Alice Bouyssou (LCR)                                         | 2,61 %  |
| Danielle Auroi (Les Verts)                                   | 2,51 %  |
| Bernadette Jouachim (MPF)                                    | 2,51 %  |
| Miren Chaize (LO)                                            | 1,96 %  |

## Population et société

### Démographie
L'évolution du nombre d'habitants est connue à travers les recensements de la population effectués dans la commune depuis 1793. Pour les communes de moins de 10 000 habitants, une enquête de recensement portant sur toute la population est réalisée tous les cinq ans, les populations de référence des années intermédiaires étant quant à elles estimées par interpolation ou extrapolation. Pour la commune, le premier recensement exhaustif entrant dans le cadre du nouveau dispositif a été réalisé en 2006.

En 2022, la commune comptait 1 673 habitants, en évolution de +0,9 % par rapport à 2016 (Eure-et-Loir : −0,23 %, France hors Mayotte : +2,11 %).
| 1793  | 1800  | 1806  | 1821  | 1831  | 1836  | 1841  | 1846  | 1851  |
| ----- | ----- | ----- | ----- | ----- | ----- | ----- | ----- | ----- |
| 1 886 | 2 037 | 2 000 | 1 904 | 2 004 | 2 014 | 1 985 | 2 050 | 1 954 |

| 1856  | 1861  | 1866  | 1872  | 1876  | 1881  | 1886  | 1891  | 1896  |
| ----- | ----- | ----- | ----- | ----- | ----- | ----- | ----- | ----- |
| 1 920 | 1 891 | 1 895 | 1 828 | 1 751 | 1 736 | 1 761 | 1 712 | 1 667 |

| 1901  | 1906  | 1911  | 1921  | 1926  | 1931  | 1936  | 1946  | 1954  |
| ----- | ----- | ----- | ----- | ----- | ----- | ----- | ----- | ----- |
| 1 641 | 1 626 | 1 635 | 1 506 | 1 455 | 1 440 | 1 431 | 1 310 | 1 230 |

| 1962  | 1968  | 1975  | 1982  | 1990  | 1999  | 2006  | 2011  | 2016  |
| ----- | ----- | ----- | ----- | ----- | ----- | ----- | ----- | ----- |
| 1 229 | 1 211 | 1 292 | 1 458 | 1 676 | 1 707 | 1 711 | 1 707 | 1 658 |

| 2021  | 2022  | - | - | - | - | - | - | - |
| ----- | ----- | - | - | - | - | - | - | - |
| 1 654 | 1 673 | - | - | - | - | - | - | - |

### Logement
En 2006, la ville comprenait 891 logements dont 9,7 % de résidences secondaires.

### Enseignement
Yèvres est située dans l'académie d'Orléans-Tours.
La ville administre une école maternelle et une école élémentaire communales,.

### Santé
Une pharmacie, un cabinet médical, un cabinet paramédical (pédicure-podologue/infirmière) et un cabinet de kinésithérapie sont installés à Yèvres.

### Sports
L'ensemble des sports à Yèvres ont lieu par l'intermédiaire de l'Association Sportive : l'Union Sportive de Yèvres.

#### Pétanque
En 2008, la section pétanque de l'Union Sportive de Yèvres comptait 30 licenciés. Son seul but est de pratiquer la pétanque comme loisir et non comme compétition.

#### Boxe Thaïlandaise
La section Muay Thaï, boxe thaïlandaise, est sous la responsabilité d'un entraîneur diplômé, M.Rénald Elambert.
Dès les premiers cours, elle a attiré un grand nombre d'adultes, d'adolescents et même de jeunes femmes.
L'ensemble des responsables de la section est ravi de l'engouement pour ce sport de combat qui fait appel à la discipline et au respect des autres et de l'accueil réservé par les dirigeants de l'U.S.Yèvres et la municipalité.

#### Tennis
L'Union Sportive de Yèvres comporte aussi une section tennis qui accueille les jeunes et les adultes.

#### Tennis de table
La section tennis de table accueille les joueurs voulant pratiquer en compétition ou en loisir. Elle compte aujourd'hui près de 80 adhérents dont 30 en section loisir. Seize tables sont à la disposition des joueurs.
La section tennis de table se compose de cinq équipes : une féminine et quatre masculines. L'équipe féminine évolue en pré-national, une des équipes masculine est en régional III et les trois autres équipes sont en départemental à des niveaux différents.

#### Randonnée
La section randonnée a été créée en janvier 2008 et comporte une trentaine d'adhérents. Yèvres est affiliée à la Fédération française de la randonnée pédestre. Différents parcours, pédestres et cyclistes sont proposés chaque semaine.

#### Basket-ball
La section basket-ball est plutôt bien développée. Elle comporte une école de basket pour les baby et les minis poussins, une équipe de poussins, une équipe de cadettes, quatre benjamins, un minime garçon et deux cadets. Les équipes sont engagées en championnat départemental.

#### Divers
Il existe également une équipe de loisir d'une vingtaine de personnes qui participent aux matches amicaux avec d'autres équipes loisir.

## Économie

### Revenus de la population et fiscalité
En 2006, le revenu net moyen imposable par foyer fiscal était de 21 690 €.Le revenu fiscal médian par ménage était en 2006 de 16 841 €, ce qui place Yèvres au 11 644e rang parmi les 30 687 communes de plus de 50 ménages en métropole.

## Culture locale et patrimoine

### Lieux et monuments

#### L'église Notre-Dame
Inscrit MH (1988).
L'église fut bâtie au XIIe siècle. Elle subit des transformations au cours des XVe et XVIe siècles et fut enrichie par les seigneuries de Yèvres pendant les deux siècles suivants.
La toiture du clocher fut refaite en 1864 et le coq restauré. En 1906, la toiture fut de nouveau refaite à la suite d'un violent orage. Quelques autres réparations eurent lieu au milieu du XXe siècle. On remplaça le coq le 24 juin 2006 à l'issue d'une rénovation complète de la toiture.
À l'intérieur de l'église, sont classés monument historique au titre d'objet :
- Chaire à prêcher du XVIIe siècle : les vertus théologales, la religion, scènes de la Passion du Christ, anges,  Classé MH (1924)[48] ;
- Porte, 2 vantaux, dessus-de-porte du XVIIe siècle : le Baptême du Christ, le Martyre de sainte Barbe,  Classé MH (1924)[49].

L'église Notre-Dame
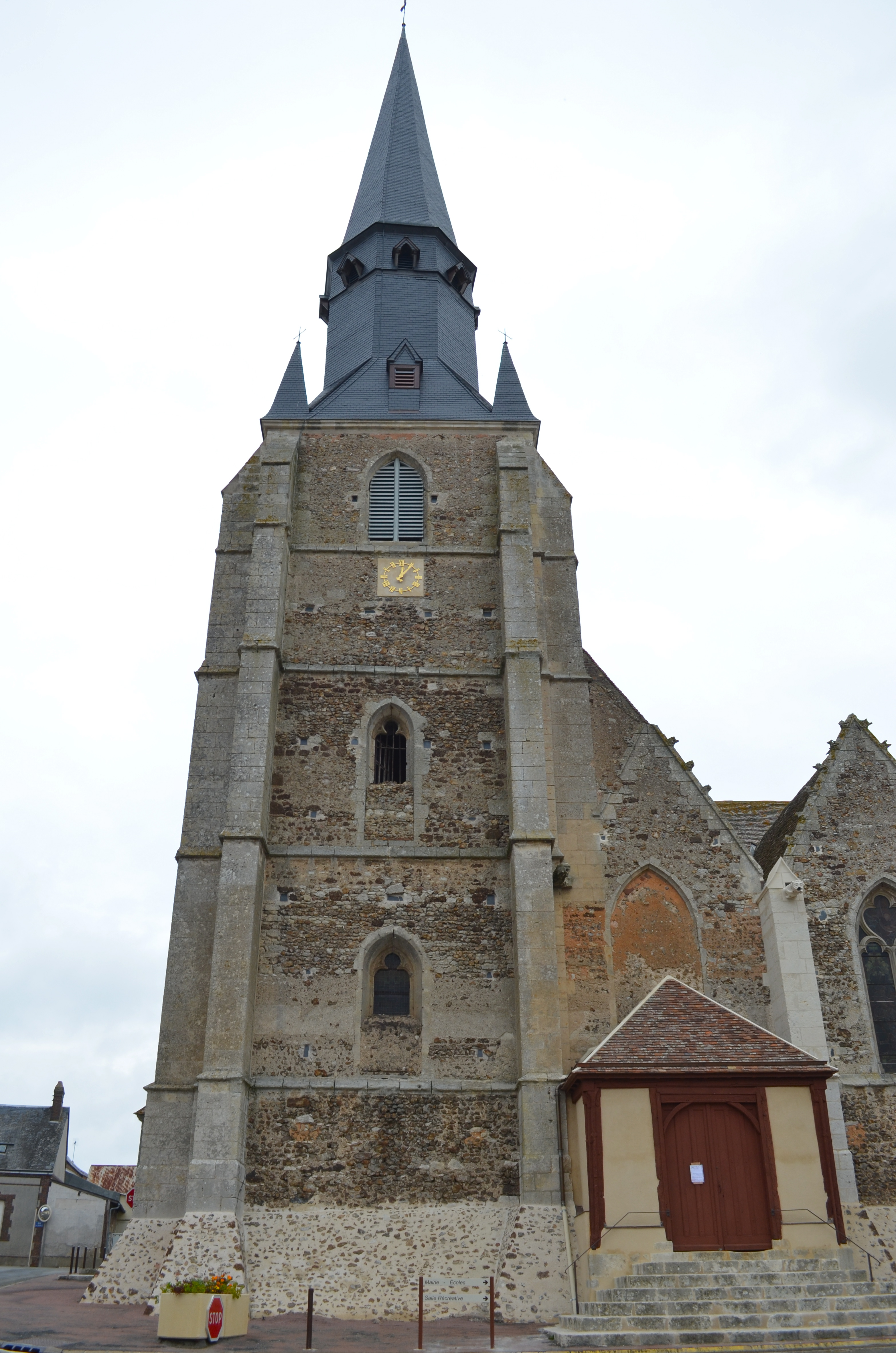
Clocher.
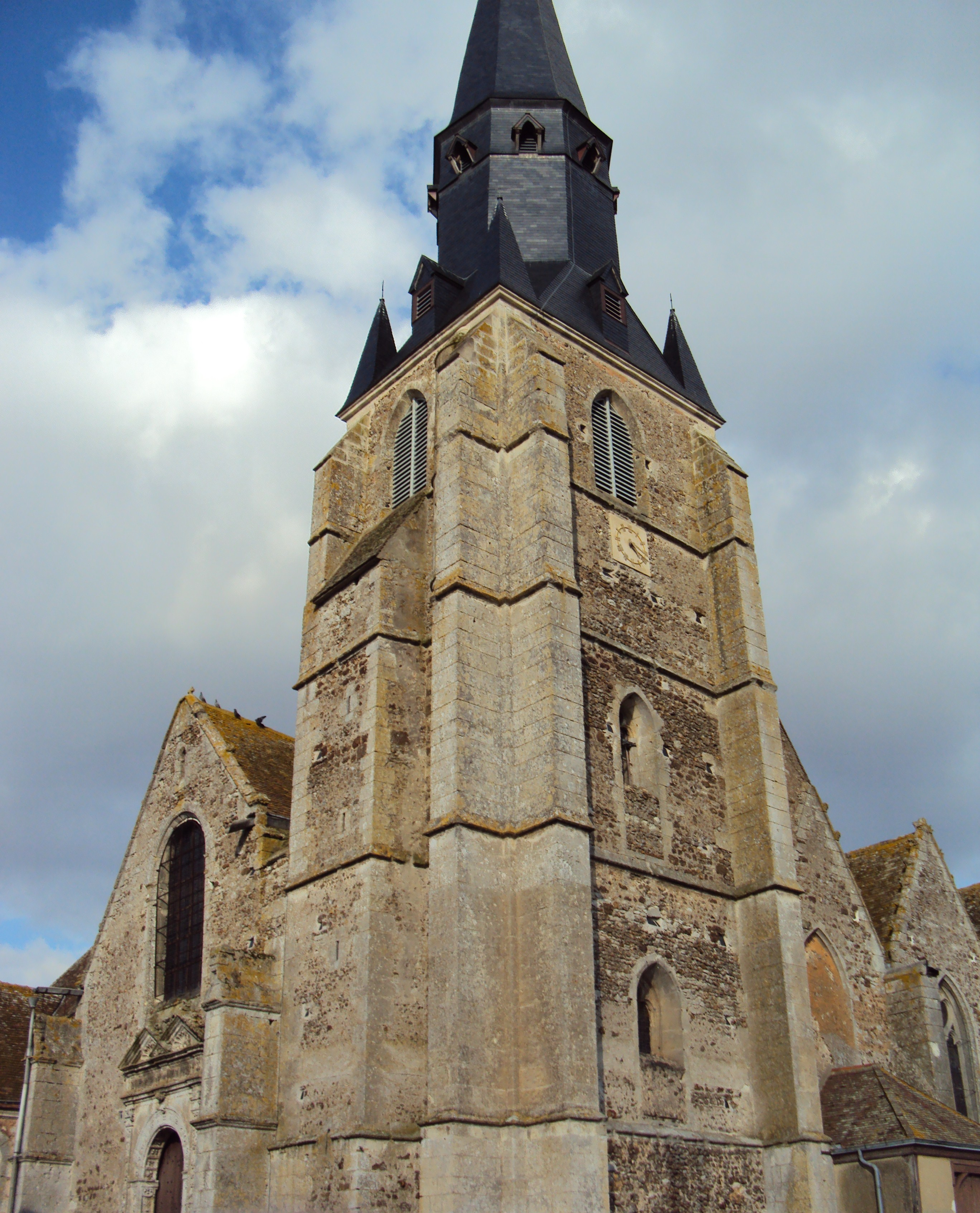
Façade occidentale et façade sud.
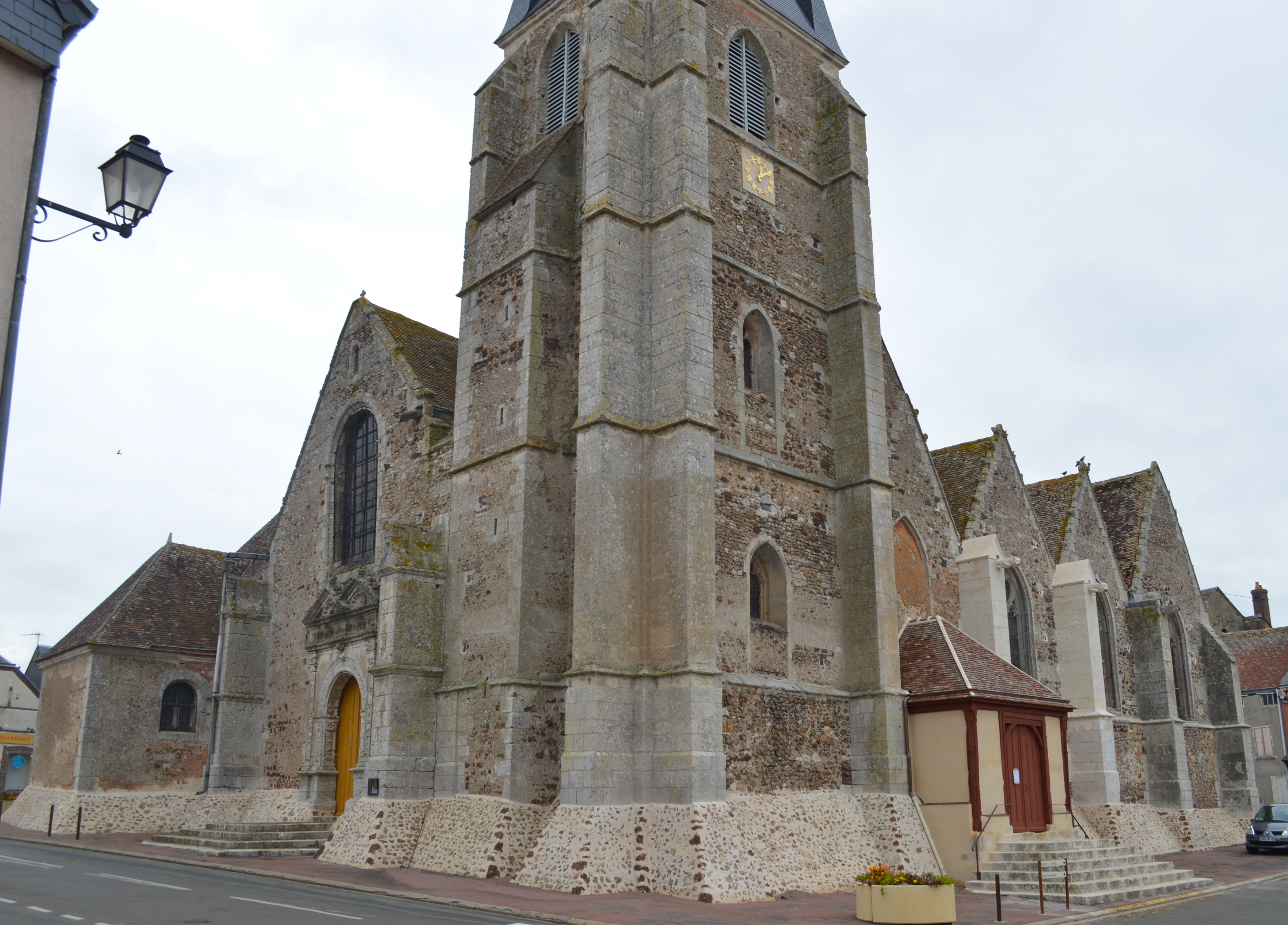
Façade occidentale et façade sud.
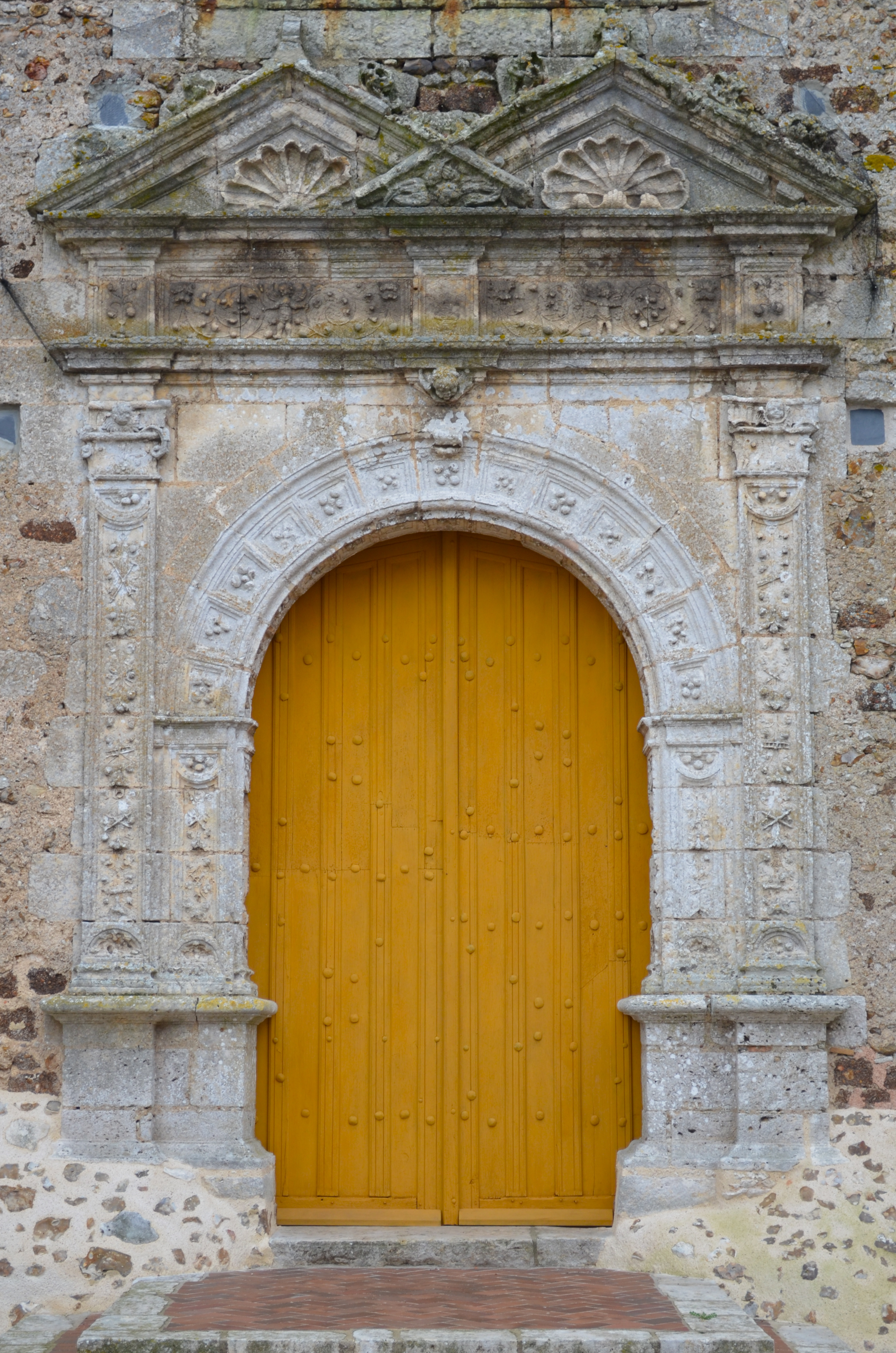
Portail de style Renaissance tardif.

#### Rives de l'Ozanne
La commune est traversée par une rivière, l'Ozanne, qui entre sur le territoire d'Yèvres à Duan, le quitte à la porte de Dangeau et coule vers le Loir où elle se déverse à Ouzenain, à 1 km de Bonneval.

### Personnalités liées à la commune
- Le roi Louis XI séjourna les 7 et 8 mai 1467, à la Boiche (Boèche) dans la commune d'Yèvres[51].

### Héraldique
| Armes de Yèvres | Les armes de Yèvres se blasonnent ainsi : Tiercé en pairle: au 1er d'azur au pont isolé de deux arches d'argent, au 2e de sable à l'église du lieu d'or couverte et ajourée d'argent, au 3e de sinople à quatre épis de blé empoignés et noués d'or; au filet en pairle d'or brochant sur la partition, les extrémités en chef pattées. |